# Problema de los tres prisioneros

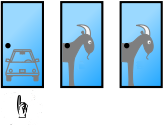
Problema de Monty Hall

El problema de los tres prisioneros es un problema antiintuitivo de probabilidad que apareció en la columna "Mathematical Games" de Martin Gardner en Scientific American en 1959. Es matemáticamente equivalente al problema de Monty Hall reemplazando el coche y la cabra por libertad y ejecución, respectivamente. 

## Enunciado del problema
Tres prisioneros, A, B y C, están en celdas separadas y condenados a muerte. El gobernador ha elegido a uno de ellos al azar para liberarlo. El guardián de la cárcel sabe quién será liberado, pero no puede revelarlo. El prisionero A le ruega al guardián que le diga, de entre los otros dos, el nombre de uno que será ejectuado. "Si B debe ser perdonado, denme el nombre de C. Si C debe ser perdonado, denme el nombre de B. Y si yo debo ser perdonado, lancen una moneda en secreto para decidir si nombrar a B o a C".
El guardián le dice a A que B debe ser ejecutado. El prisionero A está contento porque cree que su probabilidad de sobrevivir ha aumentado de {\displaystyle {\tfrac {1}{3}}} a {\displaystyle {\tfrac {1}{2}}}, pues ahora el liberado está entre él y C. El prisionero A le cuenta en secreto la noticia a C, quien razona que la posibilidad de que A sea indultado sigue siendo {\displaystyle {\tfrac {1}{3}}}, pero C está contento porque su propia probabilidad de ser liberado ha aumentado hasta {\displaystyle {\tfrac {2}{3}}}. ¿Qué prisionero tiene razón?

## Solución
La respuesta es que el prisionero A no obtuvo ninguna información sobre su propio destino, pues ya sabía que el guardián le daría el nombre de otra persona (fuera B o C). El preso A, antes de recibir noticias del guardián, estima que sus posibilidades de ser liberado son {\displaystyle {\tfrac {1}{3}}}, las mismas que las de B y C. Cuando el guardián le dice que B será ejecutado, es o bien porque C será liberado (con probabilidad {\displaystyle {\tfrac {1}{3}}}) y no le queda otra opción que nombrar a B, o bien porque A será liberado (con probabilidad {\displaystyle {\tfrac {1}{3}}}) y la moneda tirada por el guardián para decidir si nombrar a B o a C salió B (con probabilidad {\displaystyle {\tfrac {1}{2}}}; en total hay una probabilidad de {\displaystyle {\tfrac {1}{2}}\times {\tfrac {1}{3}}={\tfrac {1}{6}}} de que B haya sido nombrado si A es el que será liberado). Por lo tanto, después de escuchar que B será ejecutado, la estimación de la probabilidad de A de ser liberado es {\displaystyle {\tfrac {1}{6}}}, la mitad de la de C, {\displaystyle {\tfrac {1}{3}}}. Esto significa que sus probabilidades de ser liberado, ahora sabiendo que B no lo será, siguen siendo {\displaystyle {\tfrac {1}{3}}}, mientras que C ahora tiene una probabilidad de {\displaystyle {\tfrac {2}{3}}} de ser él el liberado.

### Tabla
La explicación anterior se puede resumir en la siguiente tabla. Cuando A le pregunta al guardián, éste sólo puede responder que B o C serán ejecutados. La primera columna indica la probabilidad de que cada prisionero sea liberado antes de escuchar al guardián ({\displaystyle {\tfrac {1}{3}}} cada uno). Las siguientes columnas indican las probabilidades de que cada prisionero sea liberado y que el guardián diga que B o C serán ejecutados.
| Prisionero liberado | Probabilidad de ser liberado | guardián: "B será ejecutado" | guardián: "C será ejecutado" |
| ------------------- | ---------------------------- | ---------------------------- | ---------------------------- |
| A                   | 1/3                          | 1/6                          | 1/6                          |
| B                   | 1/3                          | 0                            | 1/3                          |
| C                   | 1/3                          | 1/3                          | 0                            |

Como el guardián ha respondido que B será ejecutado, nos encontramos en la situación de la segunda columna. Vemos en ese caso que las probabilidades de que A sea liberado (primera fila) son la mitad de las de que C sea liberado (tercera fila).

### Formulación matemática
Denotamos por {\displaystyle A}, {\displaystyle B} y {\displaystyle C} los eventos en que el preso correspondiente será liberado, y {\displaystyle b} el evento de que el guardián le dice a A que el prisionero B será ejecutado. Entonces, utilizando primero el teorema de Bayes y dividiendo la probabilidad de {\displaystyle b} según si se ha dado {\displaystyle A,B} o {\displaystyle C} antes, la probabilidad de que A sea liberado condicionado a que se le ha dicho que B será ejecutado es de:
{\displaystyle {\begin{aligned}P(A|b)&={\frac {P(b\vert A)P(A)}{P(b)}}\\&={\frac {P(b|A)P(A)}{P(b|A)P(A)+P(b|B)P(B)+P(b|C)P(C)}}\\&={\frac {{\tfrac {1}{2}}\times {\tfrac {1}{3}}}{{\tfrac {1}{2}}\times {\tfrac {1}{3}}+0\times {\tfrac {1}{3}}+1\times {\tfrac {1}{3}}}}={\frac {1}{3}},\end{aligned}}}
donde hemos usado que la probabilidad de que el guardián nombre a B si A es liberado es {\displaystyle {\tfrac {1}{2}}} (tira una moneda), que la probabilidad de que A (o B o C) sea liberado es {\displaystyle {\tfrac {1}{3}}}, que la probabilidad de que nombren a B como ejecutado si B será liberado es 0, y que la probabilidad de que nombren a B si es C el que será liberado es 1. 
La probabilidad de que C sea liberado, por otra parte, es:
{\displaystyle {\begin{aligned}P(C|b)&={\frac {P(b\vert C)P(C)}{P(b)}}\\&={\frac {P(b|C)P(C)}{P(b|A)P(A)+P(b|B)P(B)+P(b|C)P(C)}}\\&={\frac {1\times {\tfrac {1}{3}}}{{\tfrac {1}{2}}\times {\tfrac {1}{3}}+0\times {\tfrac {1}{3}}+1\times {\tfrac {1}{3}}}}={\frac {2}{3}}.\end{aligned}}}
La diferencia crucial que hace que las probabilidades de A y de C sean distintas es que {\displaystyle P(b|A)={\tfrac {1}{2}}} mientras que {\displaystyle P(b|C)=1}; es decir, la probabilidad de que nombren a B si A es liberado es {\displaystyle {\tfrac {1}{2}}} (se tira la moneda), pero la probabilidad de que nombren a B si C es liberado es 1 (no se tira ninguna moneda). Si A será el liberado, el director puede decirle a A tanto que B como C serán ejecutados, y por lo tanto {\displaystyle P(b|A)={\tfrac {1}{2}}}; sin embargo, si C será indultado, el director sólo puede decirle a A que será B el otro ejecutado, por lo que {\displaystyle P(b|C)=1}.

## Explicación intuitiva
El prisionero A sólo tiene una probabilidad de {\displaystyle {\tfrac {1}{3}}} de ser salvado. Saber si B o C serán ejecutados no cambia sus oportunidades. Después de escuchar que B será ejecutado, el prisionero A se da cuenta de que si no obtiene el perdón él mismo, sólo puede ser que lo reciba C. Eso significa que hay una probabilidad de 2/3 de que C obtenga el indulto. Esto es comparable al problema de Monty Hall.

### Enumeración de los posibles casos
Pueden surgir los siguientes escenarios:
1. A es liberado y el guardián dice que B será ejecutado: {\displaystyle {\tfrac {1}{3}}\times {\tfrac {1}{2}}={\tfrac {1}{6}}} de probabilidad,
2. A es liberado y el guardián dice que C será ejecutado: {\displaystyle {\tfrac {1}{3}}\times {\tfrac {1}{2}}={\tfrac {1}{6}}} de probabilidad,
3. B es liberado y el guardián dice que C debe será ejecutado: {\displaystyle {\tfrac {1}{3}}\times 1={\tfrac {1}{3}}} de probabilidad,
4. C es liberado y el guardián dice que B será ejecutado: {\displaystyle {\tfrac {1}{3}}\times 1={\tfrac {1}{3}}} de probabilidad.

Ahora está claro que si el director responde B a A ({\displaystyle {\tfrac {1}{2}}} de todos los casos), entonces {\displaystyle {\tfrac {1}{3}}} de las veces C es liberado y A será ejecutado (caso 4), y sólo {\displaystyle {\tfrac {1}{6}}} de las veces A es liberado y C ejecutado (caso 1). Por lo tanto, las posibilidades de C son (13)/(12) = 23, y las de A son (16)/(12) = 13.
La clave del problema es que el guardián no puede nombrar al preso que será indultado. Si eliminamos esta suposición, podemos demostrar el problema original de otra manera. El único cambio en este ejemplo es que el prisionero A le pide al director que revele el destino de uno de los otros prisioneros (sin que necesariamente este sea uno que será ejecutado). En este caso, el director lanza una moneda y elige uno de B y C para revelar su destino (sea de salvación o de ejecución). Los casos son los siguientes:
1. A liberado; el guardián dice "B ejecutado" (1/6)
2. A liberado; el guardián dice "C ejecutado" (1/6)
3. B liberado; el guardián dice "B liberado" (1/6)
4. B liberado; el guardián dice "C ejecutado" (1/6)
5. C liberado; el guardián dice "B ejecutado" (1/6)
6. C liberado; el guardián dice "C liberado" (1/6)

Cada escenario tiene una probabilidad de 1/6. El problema original de los tres prisioneros se puede ver desde esta perspectiva: el director en ese problema todavía tiene estos seis casos, cada uno con un 1/6 de probabilidad de ocurrencia. Sin embargo, en el caso original el director no puede revelar el destino de un prisionero indultado. Por lo tanto, en el caso 3, por ejemplo, como decir "B es liberado" no es una opción, el director dice en su lugar "C es ejecutado" (convirtiéndolo en lo mismo que en el caso 4). Análogamente, el caso 6 tampoco puede suceder, estando el guardián obligado en ese caso a decir que "B será ejecutado", (haciéndolo igual que el caso 5). Esto conduce a que los casos 4 y 5 (que ahora engloban también los casos 3 y 6, respectivamente) tengan una probabilidad de {\displaystyle {\tfrac {1}{6}}+{\tfrac {1}{6}}={\tfrac {1}{3}}} de ocurrir, y reobtenemos las probabilidades de arriba.

## Problemas relacionados y aplicaciones
- Problema de Monty Hall
- Paradoja del niño o la niña
- Principio de elección restringida, una aplicación en el juego de cartas bridge
- El dilema del prisionero, un problema de teoría de juegos
- Problema de la Bella Durmiente
- Problema de los dos sobres

## Lectura adicional
- Frederick Mosteller, Problema de los tres prisioneros, p. 28, en Google Libros.
- Richard Isaac, Problema de los tres prisioneros, p. 24, en Google Libros.